# Domaine de Niwase

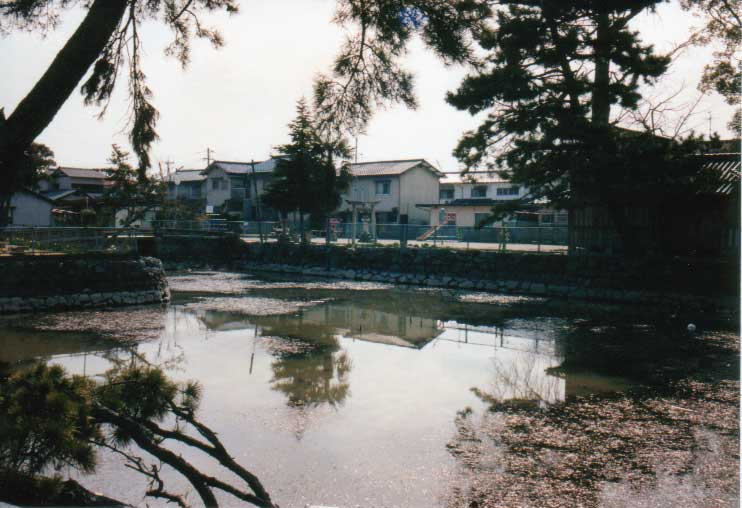
Site de l'ancien quartier général du domaine.

Le domaine de Niwase (庭瀬藩, Niwase-han) est un domaine féodal japonais de l'époque d'Edo situé dans la province de Bitchū.

## Histoire
Le domaine de Niwase est créé en 1600 quand Michiyasu Togawa, un obligé de Hideie Ukita, se rebelle contre son daimyo et se range du côté du clan Tokugawa à la bataille de Sekigahara. En récompense, les Tokugawa attribuent à Togawa un fief de 29 000 koku dont le centre se trouve au château de Niwase. Entre la deuxième et la quatrième génération, des portions du territoire sont distribuées aux différents frères de Michiyasu, laissant Niwase avec 20 000 koku à Yasuke, daimyo de la quatrième génération. Ce dernier meurt sans héritier, ce qui entraîne la disparition de la famille Togawa et la confiscation du domaine par le shogunat Tokugawa. En 1683, la famille Kuze est transférée du domaine de Sekiyado à Niwase, ses possessions valent 50 000 koku. Les Kuze, avec Shigeyuki à leur tête, ne restent qu'une génération avant d'être transférés au domaine de Tanba-Kameyama. Nobumichi Matsudaira devient le nouveau daimyo de Niwase avec un territoire d'une valeur de 30 000 koku. Mais lui aussi est transféré après quatre mois au domaine de Kaminoyama dans la province de Dewa.
En 1699, Itakura Shigetaka est transféré à Niwase avec des terres d'une valeur de 20 000 koku. Le domaine reste sous l'autorité du clan Itakura jusqu'à la restauration de Meiji.
L'école du domaine, la Sei'ikan (誠意館), est fondée en 1818.
Avec l'abolition du système han en 1871, le domaine est démembré et finalement incorporé dans la préfecture d'Okayama. Les membres de la famille Itakura sont nommés vicomtes (shishaku, 子爵) dans le nouveau système nobiliaire japonais kazoku.
Tsuyoshi Inukai, le premier ministre assassiné en 1932, est originaire du domaine de Niwase.

## Liste des daimyos
- Clan Togawa, 1600-1679 (fudai daimyo ; 29 000 → 22 500 → 21 000 → 20 000 koku)

1. Michiyasu
2. Masayasu
3. Yasunobu
4. Yasukaze

- Clan Kuze, 1683-1686 (fudai ; 50 000 koku)

1. Shigeyuki

- Clan Matsudaira (Fujii), 1693-1697 (fudai ; 30 000 koku)

1. Nobumichi

- Clan Itakura, 1699-1871 (fudai ; 20 000 koku)

1. Shigetaka
2. Masanobu
3. Katsuoki
4. Katsuyuki
5. Katsuyasu
6. Katsumoto
7. Katsuzuke
8. Katsusada
9. Katsushige
10. Katsumasa
11. Katsuhiro

## Source de la traduction
- (en) Cet article est partiellement ou en totalité issu de l’article de Wikipédia en anglais intitulé « Niwase Domain » (voir la liste des auteurs).